# Боргетто (Валеджо-суль-Минчо)
Боргетто — часть коммуны Валеджо-суль-Минчо в северной Италии в провинции Верона, один из прекрасно сохранившихся памятников Средневековья.
Город находился на границе трёх сфер влияния — Вероны под управлением рода делла Скала, Милана под управлением дома Висконти и Мантуи под управлением семьи Бонакольси. До 1115 года город входил в состав Тосканской марки маркграфов Каносских (985—1115). После смерти маркграфини Матильды Тосканской, Боргетто ненадолго становится коммуной. В 1260 году к власти в Вероне приходит делла Скала, захвативший Боргетто и присоединивший его к Вероне. Во время правления Скалигеров (1260—1387) в Боргетто строится Рокка — крепость для защиты города. В 1387 году город переходит во власть правителей Милана из рода Висконти (1277—1402). В 1395—1397 году Висконти строят мост через реку Минчо, самая удобная переправа через реку. Боргетто становится оборонительной крепостью с двумя воротами, прямоугольной крепостной стеной и мостом. Между стеной и валом вокруг был прорыт ров, наполнявшийся водой из притока реки Минчо. В 1402 году Боргетто переходит под власть Венецианской республики. В городе строятся мельницы, действовавшие до середины XX века, город стал центром мельничного дела.
В XVII веке здесь проходят сражения за испанское наследство между французами и австрийцами. Во время Наполеоновских войн 30 мая 1796 года под городскими стенами состоялась битва, в которой Наполеон разгромил австрийцев, 5 августа того же года Рокка подверглась французской бомбардировке. Боргетто косвенно принимал участие в войне Рисорджименто 1848 года.
В 1954 году в городе проводились съёмки фильма «Чувство» (Senso) Лукино Висконти.
Главные архитектурные достопримечательности:
- Рокка — крепость, построенная во времена Мастино I делла Скала и Консиньорио делла Скала.
- Мост Висконти, соединяющий Рокка с городом.
- Церковь Святого Марка.